# ستيف مكنولتي
ستيفن مايكل ماكنولتي (بالإنجليزية: Stephen Michael McNulty)‏، (26 سبتمبر 1983) هو لاعب كرة قدم إنجليزي محترف ومدرب لنادي بوتل [الإنجليزية] الذي يلعب في الدوري الشمالي الممتاز.

## حياته المهنية
ولد في ليفربول، وبدأ مسيرته المهنية في أكاديمية ليفربول عندما كان في السابعة من عمره. لعب لنادي بارسكو في الدوري الشمالي الممتاز لمدة موسمين قبل أن ينتقل إلى الدوري الشمالي الوطني عندما وقع مع نادي فوكسهول موتورز في فبراير 2005. بقي مع النادي لمدة عامين آخرين وانضم إلى منافسيهم نادي بارو في بداية موسم 2007-08.

## روابط خارجية
- ستيف مكنولتي على موقع قاعدة بيانات كرة القدم.إي يو (الإنجليزية)
- ستيف مكنولتي على موقع Soccerbase.com (لاعب) (الإنجليزية)
- ستيف مكنولتي على موقع Soccerway.com (الإنجليزية)